# Miłosław (imię)
Miłosław – słowiańskie/staropolskie imię męskie, złożone z członów Miło- ("miły", "miłujący") i -sław ("sława"). Znaczenie imienia: "miły sławie". Jednym ze stosowanych zdrobnień tego imienia, obok współczesnego "Miłek" i staropolskiego "Miłko", jest Miłosz.
Forma żeńska: Miłosława
Miłosław imieniny obchodzi 2 lutego, 3 lipca, 3 sierpnia i 18 grudnia.
Podobne imiona imiona staropolskie: Miłobor, Miłobrat, Miłogost, Miłorad, Miłostryj, Miłosz, Miłowit, itp.
Znane osoby noszące imię Miłosław lub Miloslav:
- Jozef Miloslav Hurban – słowacki duchowny ewangelicki, pisarz i dziennikarz, jeden z głównych inicjatorów słowackiego odrodzenia narodowego
- Miloslav Mečíř – tenisista słowacki, reprezentant Czechosłowacji w Pucharze Davisa
- Miłosław Kędzierski – polski wioślarz
- Miłosław Kołodziejczyk – polski biskup rzymskokatolicki
- Miloslav Ransdorf – czeski doktor filozofii i polityk
- Miloslav Schmidt – słowacki działacz narodowy i społeczny
- Miloslav Šimek – czeski aktor, dramatopisarz, moderator i prozaik.
- Miloslav Sochor – były czeski narciarz alpejski reprezentujący Czechosłowację
- Miloslav Topinka – czeski poeta, eseista, krytyk literacki, krytyk sztuki i tłumacz
- Miloslav Vlček – czeski ekonomista i polityk
- Miloslav Vlk – czeski duchowny katolicki